# 基夫·修夫恩
基夫·威廉·修夫恩（英語：Keith William Southern，1981年4月24日—）是一名英格蘭足球員，司職正中場，出身愛華頓青訓系統，曾為黑池上陣超過300場聯賽，現時效力英甲球會費列活特。

## 生平
早年
修夫恩在英格蘭東北部泰恩-威爾郡的盖茨黑德（Gateshead）出生，於愛華頓展開足球事業，在2001/02年球季更擔任預備隊的隊長。在參與「拖肥糖」（the Toffees）季前對域斯咸及梳士貝利的熱身賽後，他於2002年8月6日在2002/03年球季季初獲時任黑池領隊史提夫·麥馬漢（Steve McMahon）邀請借用，初步為期1個月。四天後修夫恩於作客阿斯顿·加特球场以0-2負於布里斯托城作出聯賽處子秀；9月7日在主場布隆菲尔德路球场3-0擊敗燦美爾射入個人首個入球，他的借用期其後延長至3個月。
借用期間修夫恩上陣16場，於11月初當黑池準備整季借用，但愛華頓拒絕繼續借用，要求黑池正式買斷。
黑池
2002年11月8日修夫恩與「海灣人」（the Seasiders）簽署兩年半合約，轉會費沒有透露。2003年3月22日於作客2-2賽和史托港在開賽後僅5分鐘便因傷退下火線，更需要缺席球季餘下的賽事，他在4月進行手術治理右膝傷患，並於5月1日與隊友馬田·布洛克（Martin Bullock）獲選併列「黑池報年度最佳球員」（Blackpool Gazette Player of the Year）。
修夫恩於2003年9月13日在0-2負於般尼茅夫復出；但在12月9日在一場英格蘭聯賽錦標對史托港於下半場中段再次傷出，他在月尾為受傷的膝蓋進行微創手術，並移除輕微撕裂的內側軟骨（medial cartilage）。他在2004年1月31日主場2-2賽和史雲頓重返戰陣，於68分鐘後補登場。當黑池於3月21日在卡的夫千禧球場贏得英格蘭聯賽錦標時，修夫恩卻被史提夫·麥馬漢拼棄於決賽出場名單之外，讓出名額供兒子小史提夫·麥馬漢（Steve McMahon, Jr.）取得出場機會。
2004年7月在北愛爾蘭進行季前友誼賽對巴利米纳（Ballymena United），修夫恩於賽前熱身觸傷舊患，於同年稍後時間為膝蓋再次動手術，直到11月2日在主場於英格蘭聯賽錦標以6-3大破哈德斯菲爾德才告復出。
2004/05年球季修夫恩轟入7個入球後，包括2005年3月22日主場2-1擊敗賓福特包辦己隊兩個入球，他於4月6日與黑池啟動合約條款續簽兩年新約。
2007年4月21日修夫恩於85分鐘射入奠勝球，協助黑池作客以2-1擊敗車頓咸，確保球隊取得2006/07年球季英甲的升班附加賽資格。4月28日修夫恩獲網上球迷投票選為「PFA英甲球迷先生」（PFA League One Fans' Player of the Year）。在時任領隊西蒙·加利臣麾下，修夫恩於5月19日附加賽準決賽次回合主場3-1擊敗奧咸取得入球，兩回合累計5-2淘汰對手；5月27日在溫布萊球場的決賽對陣伊奧維，修夫恩正選列陣協助黑池以2-0取得勝利及升班英冠的入場劵。
2007/08年球季黑池於闊別29年後重返第二級聯賽，2007年8月11日揭幕日黑池作客獲加球場對莱斯特城，修夫恩射入賽事唯一入球以1-0小勝敲嚮勝豉而回。12月1日在主場1-0擊敗昆士柏流浪的賽事中，他不慎觸傷腳踝韧带，於月底接受手術治療。修夫恩缺陣兩個月後，於2008年2月12日主場0-0賽和狼隊傷癒復出。
2009年4月6日修夫恩與黑池簽訂兩年新約。他於2009/10年球季首場主場賽事第200場代表「海灣人」在聯賽上陣，在2009年8月15日以1-1賽和卡迪夫城；2010年1月23日是他生涯第300場賽事，主場3-2擊敗屈福特中射入1球作為慶祝。黑池取得取得聯賽第6位及最後一個升班附加賽參賽席位，準決賽首回合修夫恩為主隊扳平1-1後，最終反勝諾定咸森林2-1；次回合黑池作客再勝4-3，兩回合累計6-4淘汰對晉級決賽。2010年5月22日在溫布萊球場舉行的決賽迎戰卡迪夫城，修夫恩表現出色，協助球隊於兩度落後下反勝對手3-2，並取得升班英超的資格。
季前熱身賽對布里斯托城的賽事修夫恩受傷需要用擔架抬離場，經掃瞄後證實沒有傷及韧带，但膝傷舊患使修夫恩錯過2010/11年球季的英超首輪賽事，傷癒後他暫時擔當板凳球員，2010年9月11日作客2-0擊敗紐卡素首度亮相英超賽場，於賽事末段後補登場；直到11月6日主場迎戰母會愛華頓，修夫恩才首次正選上陣。

## 榮譽
黑池
- 英格蘭甲級聯賽附加賽冠軍：2006/07年；
- 英格蘭冠軍聯賽附加賽冠軍：2009/10年；

## 外部連結
- Keith Southern profile at blackpoolfc.co.uk
- 足球数据库：基夫·修夫恩的球员统计数据
- Profile at PlayerHistory.com